# العلاقات الدنماركية الرواندية
العلاقات الدنماركية الرواندية هي العلاقات الثنائية التي تجمع بين الدنمارك ورواندا.

## مقارنة بين البلدين
هذه مقارنة عامة ومرجعية للدولتين:
| وجه المقارنة                                              | الدنمارك                                                     | رواندا                                        |
| --------------------------------------------------------- | ------------------------------------------------------------ | --------------------------------------------- |
| المساحة (كم2)                                             | 42.92 ألف                                                    | 26.34 ألف                                     |
| عدد السكان (نسمة)                                         | 5.79 مليون                                                   | 12.21 مليون                                   |
| الكثافة السكانية (ن./كم²)                                 | 134.9                                                        | 463.55                                        |
| العاصمة                                                   | كوبنهاغن                                                     | كيغالي                                        |
| اللغة الرسمية                                             | اللغة الدنماركية                                             | اللغة الكينيارواندا، لغة إنجليزية، لغة فرنسية |
| العملة                                                    | كرونة دنماركية                                               | فرنك رواندي                                   |
| الناتج المحلي الإجمالي (بليون دولار)                      | 324.87 مليار                                                 | 9.14 مليار                                    |
| الناتج المحلي الإجمالي (تعادل القوة الشرائية) بليون دولار | 278.61 مليار                                                 | 20.46 مليار                                   |
| الناتج المحلي الإجمالي الاسمي للفرد دولار أمريكي          | 51.99 ألف                                                    | 697                                           |
| الناتج المحلي الإجمالي للفرد دولار أمريكي                 | 45.54 ألف                                                    | 1.66 ألف                                      |
| مؤشر التنمية البشرية                                      | 0.900                                                        | 0.483                                         |
| رمز المكالمات الدولي                                      | +45                                                          | +250                                          |
| رمز الإنترنت                                              | .dk                                                          | .rw                                           |
| المنطقة الزمنية                                           | توقيت وسط أوروبا، ت ع م+02:00، ت ع م+01:00، أوروبا/كوبنهاجن ‏ | ت ع م+02:00                                   |

## منظمات دولية مشتركة
يشترك البلدان في عضوية مجموعة من المنظمات الدولية، منها:
| علم المنظمة | اسم المنظمة                               | تاريخ انضمام الدنمارك | تاريخ انضمام رواندا |
| ----------- | ----------------------------------------- | --------------------- | ------------------- |
|             | مؤسسة التنمية الدولية                     | 30 نوفمبر 1960        | 30 سبتمبر 1963      |
|             | يونسكو                                    | 4 نوفمبر 1946         | 7 نوفمبر 1962       |
|             | وكالة ضمان الاستثمار متعدد الأطراف        | 12 أبريل 1988         | 27 سبتمبر 2002      |
|             | الأمم المتحدة                             | 24 أكتوبر 1945        | 18 سبتمبر 1962      |
|             | الاتحاد البريدي العالمي                   | ?                     | ?                   |
|             | البنك الدولي للإنشاء والتعمير             | 30 نوفمبر 1960        | 30 سبتمبر 1963      |
|             | الاتحاد الدولي للاتصالات                  | 1866                  | 12 ديسمبر 1962      |
|             | منظمة حظر الأسلحة الكيميائية              | ?                     | ?                   |
|             | مؤسسة التمويل الدولية                     | 20 يوليو 1956         | 6 نوفمبر 1975       |
|             | المركز الدولي لتسوية المنازعات الاستشارية | 24 مايو 1968          | 14 نوفمبر 1979      |
|             | منظمة التجارة العالمية                    | 1995                  | ?                   |
|             | منظمة الشرطة الجنائية الدولية             | ?                     | ?                   |
|             | البنك الإفريقي للتنمية                    | ?                     | ?                   |

## وصلات خارجية
- موقع وزارة الخارجية الدنماركية
- موقع وزارة الخارجية الرواندية